# (165612) Stackpole
(165612) Stackpole est un astéroïde de la ceinture principale.

## Description
(165612) Stackpole est un astéroïde de la ceinture principale. Il fut découvert le 23 mars 2001 à l'Observatoire Junk Bond par David Healy. Il présente une orbite caractérisée par un demi-grand axe de 2,56 UA, une excentricité de 0,04 et une inclinaison de 1,7° par rapport à l'écliptique.

## Compléments